# Silca
Silca es un municipio del departamento de Olancho en la República de Honduras.

## Toponimia
Su nombre significa en mexicano “Lugar de Caracolillos”.

## Límites
| Orientación | Límite                          |
| ----------- | ------------------------------- |
| Norte       | Municipio de Manto, Olancho     |
| Sur         | Municipio de Juticalpa, Olancho |
| Este        | Municipio de Manto, Olancho     |
| Este        | Municipio de Juticalpa, Olancho |
| Oeste       | Municipio de Salamá, Olancho    |

Su cabecera está situada en el margen izquierdo del Río Telica.

## Historia
Se ignora la época en que fue fundado.
En 1684, se sabe que ya existía.
En 1791, en el recuento de población de 1791 será cabecera de curato.
En 1878, le dieron categoría de Municipio.

## División Política
Aldeas: 6 (2013)
Caseríos: 68 (2013)
| Código | Aldea          |
| ------ | -------------- |
| 152101 | Silca          |
| 152102 | El Carbonal    |
| 152103 | La Cruz        |
| 152104 | Panuaya        |
| 152105 | Parumble Nuevo |
| 152106 | Santa Elena    |
| 152107 | Guamiles       |
| 152108 | El Quebrachal  |

| Código | Caserío        |
| ------ | -------------- |
|        | La Cruz        |
|        | Los Hornos     |
|        | Cacaomoran     |
|        | Cesilia        |
|        | La Rosa        |
|        | La Pita        |
|        | Sabana Grande  |
|        | El Suntul      |
|        | Ceibita        |
|        | Chucullo       |
|        | Vella Vista    |
|        | La Esperanza 1 |
|        | La Esperanza 2 |
|        | Los Lazos      |
|        | La Jagua       |